# Света Богородица (Долна Диканя)
„Света Богородица“ е късносредновековна българска църква в село Долна Диканя, община Радомир, област Перник.

## Архитектура
Църквата се намира в гробищата на село Долна Диканя, на възвишението над левия бряг на река Блато (Суха река, Арка). Еднокорабна, едноапсидна псевдотриконхална сграда с размери около 4,25 Х 6,5 м. Изградена е през XVI-XVII век от камъни и тухли, споени с бял хоросан. Църквата се осветява от 3 малки амбразурни прозорчета, по 1 в 3-те конхи. Корабът е с полуцилиндричен каменен свод, покрит с каменни плочи. Конхите също са покрити с каменни плочи. От западната страна на църквата, в по ново време, е изградена обширна галерия–богопростница.
Фрагменти от стенописи има само на източната олтарна стена. Стенописната декорация е подчинена на средновековната канонична схема. Запазени са, макар и тежко повредени, Богородица Ширшая небес в апсидата, от двете ѝ страни: Архангел Гавраил и Богородица от Благовещение. Между тях — Убрус и от двете му страни – медальони на архангели. Над Благовещение е сцената Възнесение Христово с медальон с образа на Христос. По останалите стени липсват стенописи, като е възможно те въобще да не са били изписвани.
Фреските от гробищната църква „Света Богородица“ носят стиловите белези на късносредновековната стенопис от XVI-XVII век и бележат края на монументалната българска средновековна стенопис.
Църквата е сравнително добре запазена, но се нуждае от спешни възстановителни работи. Част от каменните плочи на покрива и конхите са изпочупени, частично е изронена и хоросановата спойка между каменните блокове.